# برخت‌دورپ
برخت‌دورپ (به هلندی: Bregtdorp) یک منطقهٔ مسکونی در هلند است که در برخن، هلند شمالی واقع شده‌است.